# Berenice II

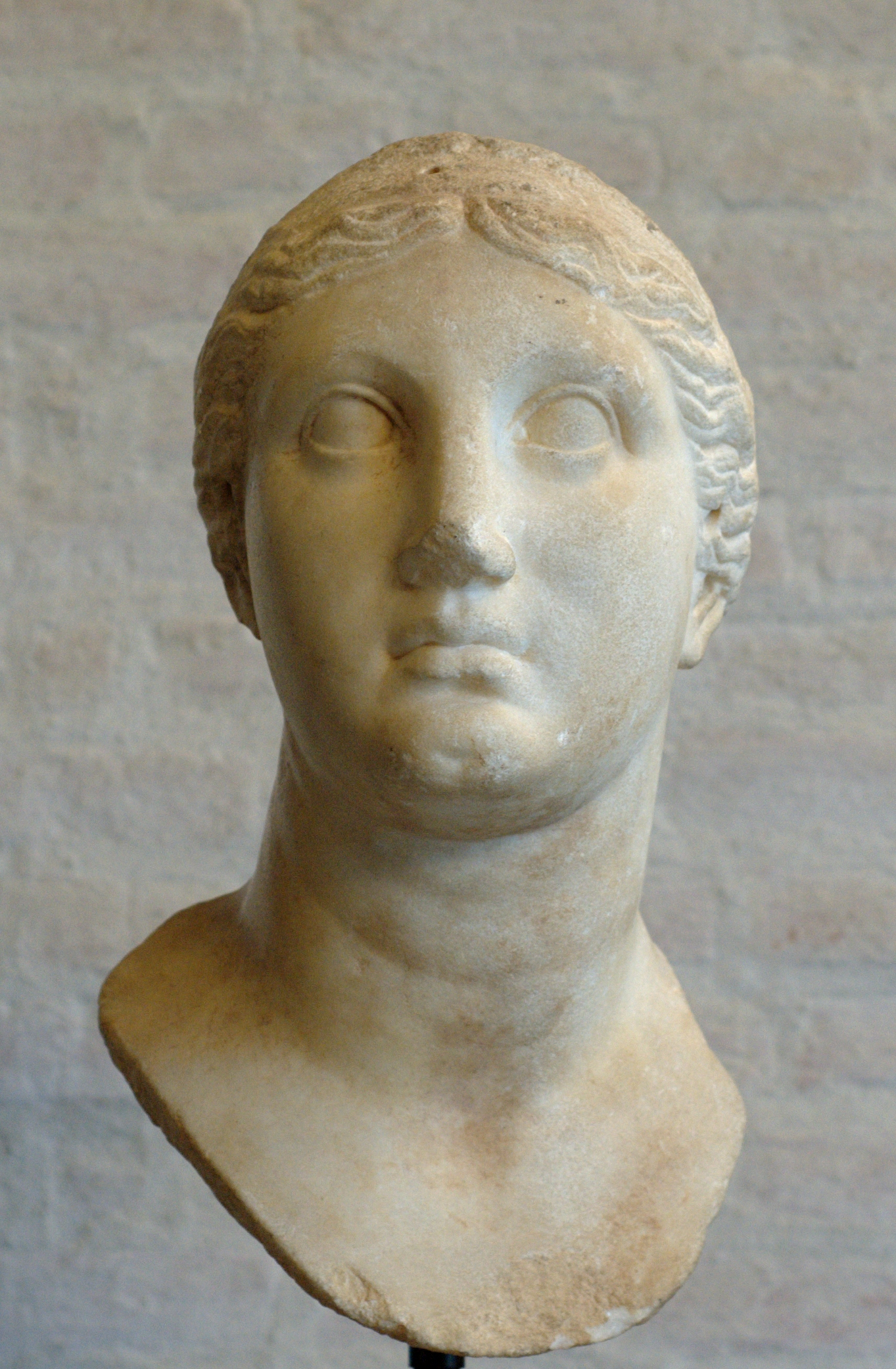
Berenice II

Berenice II (267 of 266 v.Chr. - 221 v.Chr.), was de dochter van Magas van Cyrene en koningin Apama, en de vrouw van Ptolemaeus III Euergetes I, de derde heerser van de Ptolemaeïsche dynastie.
Rond 249 v.Chr. was ze getrouwd met Demetrius de Schone, een Macedonische prins. Toen ze aankwam in Cyrene had haar man een affaire met haar moeder, koningin Apama. Berenice II vermoordde hem, in Apama's slaapkamer, maar ze liet haar moeder leven. Dit gebeurde rond 255 of 250 v.Chr. Ze hadden geen kinderen.
Ze hertrouwde met Ptolemaeus III. Ze kregen 4 kinderen: Ptolemaeus IV, Magas, Arsinoë III en Berenice. Ze werd in 221 v.Chr. door haar zoon Ptolemaeus IV vermoord nadat hij farao was geworden.
Er bestaat een mythe rond deze Berenice. Toen haar man weg was tijdens een expeditie in Syrië, knipte ze een lok van haar haar af, en offerde ze dit voor een veilige terugkeer aan Venus. De haarlok verdween echter op mysterieuze wijze. Conon van Samos beweerde dat de haarlok was omhoog gedragen naar de hemel, en tussen de sterren werd geplaatst. Het is nu aan het firmament bekend onder Coma Berenices.

## Trivia
De planetoïde 653 Berenice, ontdekt in 1907, is vernoemd naar deze Berenice.